# Anàlisi meteorològica de superfície

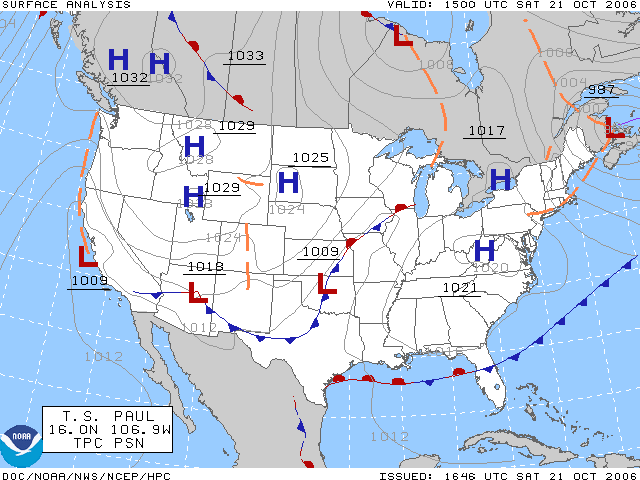
Anàlisi meteorològica de superfície dels Estats Units pel 21 d'octubre del 2006.

L'anàlisi meteorològica de superfície és un tipus especial de mapa meteorològic que proporciona una vista dels elements del temps meteorològic sobre una àrea geogràfica en un moment determinat, basant-se en informació d'estacions meteorològiques a terra. Els mapes meteorològics són creats marcant o traçant els valors de quantitats rellevants com ara pressió atmosfèrica a nivell del mar, temperatura i nuvolositat sobre un mapa geogràfic per tal de trobar caràcters d'escala sinòptica com ara fronts meteorològics.
Els primers mapes meteorològics del segle xix es van elaborar molt després de contribuir a elaborar una teoria sobre els sistemes de tempestes. Després de l'arribada del telègraf, les observacions meteorològiques de superfície simultànies es van fer possibles per primera vegada, i a finals de la dècada de 1840, la Institució de Smithsosian es va convertir en la primera organització a realitzar anàlisis de superfícies en temps real. L'ús de les anàlisis de superfícies va començar primer als Estats Units, estenent-se per tot el món durant la dècada de 1870. L'ús del model de cicló noruec per a l'anàlisi frontal es va iniciar a finals dels anys 1910 a tot Europa, i el seu ús es va estendre finalment als Estats Units durant la Segona Guerra Mundial.
Les anàlisis meteorològiques de superfície tenen símbols especials que mostren sistemes frontals, cobertura de núvols, precipitacions o altra informació important. Per exemple, un H pot representar pressió alta, implicant cels clars i clima relativament càlid. Una L, en canvi, pot representar una baixa pressió, que sovint acompanya les precipitacions. S'utilitzen diversos símbols no només per a zones frontals i altres límits superficials en mapes meteorològics, sinó també per a representar el temps present en diverses localitzacions del mapa meteorològic. Les àrees de precipitació ajuden a determinar el tipus i la ubicació frontals.

## Historial de l'anàlisi de superfícies

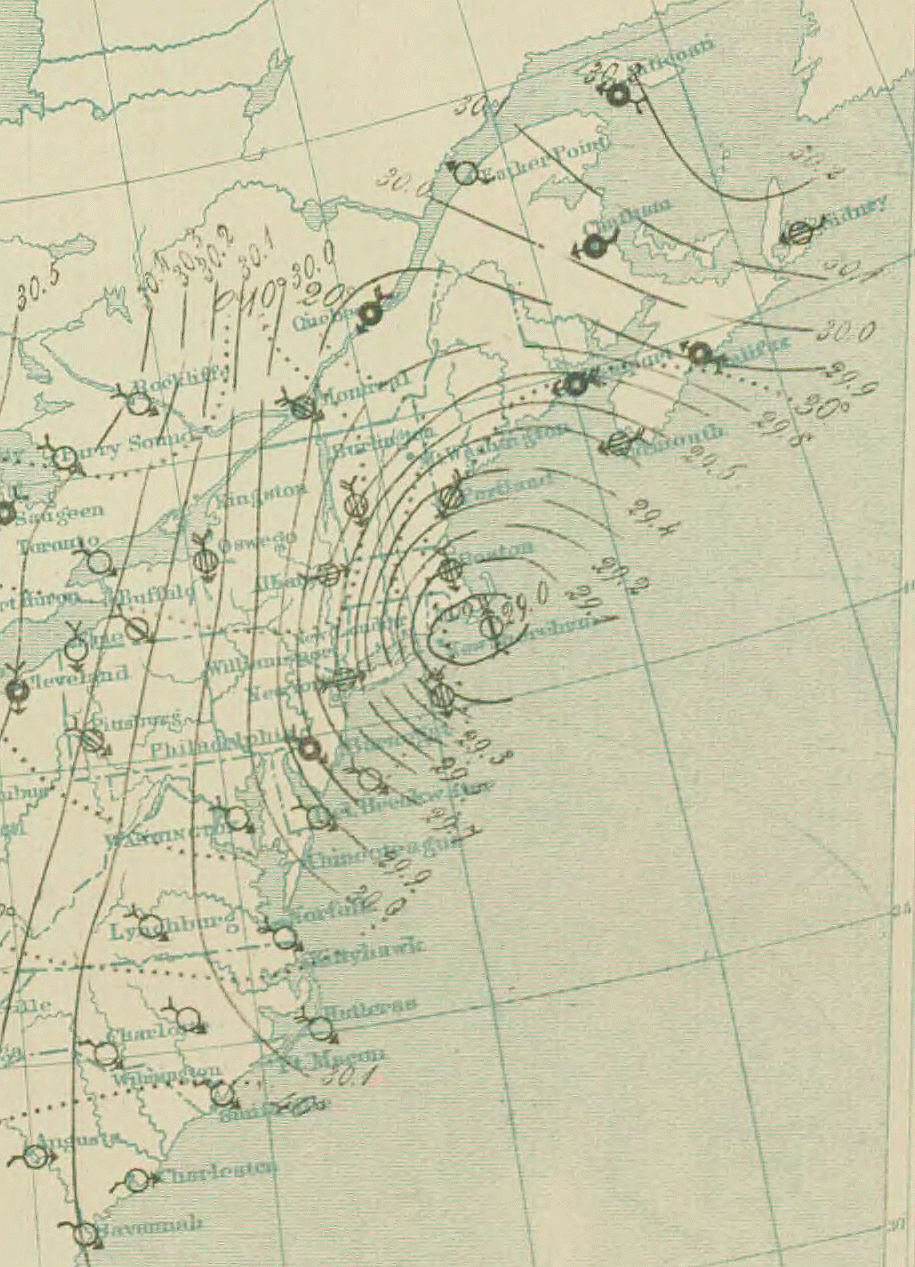
Surface analysis of Great Blizzard of 1888 on March 12, 1888 at 10 pm

L'ús de gràfics meteorològics en un sentit modern es va iniciar a la meitat de la part del segle xix per idear una teoria sobre sistemes de tempestes. El desenvolupament d'una xarxa de telègrafs cap al 1845 va permetre reunir informació meteorològica des de diversos llocs llunyans prou ràpidament per preservar el seu valor per a aplicacions en temps real. La Smithsonian Institution va desenvolupar la seva xarxa d'observadors a bona part del centre i est dels Estats Units entre els anys 1840 i 1860. El Cos de Senyal de l'Exèrcit dels Estats Units va heretar aquesta xarxa entre el 1870 i el 1874 per un acte del Congrés i la va ampliar a la costa oest poc després.
Al principi, les dades meteorològiques van ser menys útils com a resultat dels diferents moments en què es van fer observacions meteorològiques. Els primers intents de normalització del temps es van produir a Gran Bretanya cap al 1855. Tots els Estats Units finalment no van entrar sota la influència de zones horàries fins al 1905, quan Detroit finalment va establir l'hora normalitzada. Altres països van seguir el lideratge dels Estats Units a fer observacions meteorològiques simultànies, a partir del 1873. A continuació, altres països van començar a preparar anàlisis de superfície. L'ús de zones frontals en mapes meteorològics no va aparèixer fins a la introducció del model de cicló noruec a finals de la dècada de 1910, malgrat l'anterior intent de Loomis d'una idea similar el 1841. Atès que els avantatges dels canvis de massa d'aire tenien una semblança amb els fronts militars de la Primera Guerra Mundial, el terme "front" va entrar en ús per representar aquestes línies.
Malgrat la introducció del model de cicló noruec just després de la Primera Guerra Mundial, els Estats Units no van analitzar formalment fronts en anàlisis superficials fins a finals del 1942, quan el WBAN Analysis Center es va obrir al centre de Washington, D.C.. L'esforç per automatitzar la traça de mapes es va iniciar als Estats Units el 1969, amb el procés finalitzat als anys 70. Hong Kong va completar el seu procés de traçat automatitzat de superfícies cap al 1987. Cap al 1999, els sistemes informàtics i el programari havien arribat a ser prou sofisticats per permetre la capacitat de subjecció a les mateixes imatges de satèl·lit de l'estació de treball, imatges de radar i camps derivats de models com el gruix atmosfèric i la frontogènesi en combinació amb les observacions de la superfície per aconseguir el millor. possible anàlisi superficial. Als Estats Units, aquest desenvolupament es va assolir quan les estacions de treball d'Intergraph van ser substituïdes per estacions de treball n-AWIPS. Al 2001, les diverses anàlisis de superfícies fetes al Servei Meteorològic Nacional es van combinar amb l'anàlisi de superfícies unificades, que s'emet cada sis hores i que combina les anàlisis de quatre centres diferents. Els avenços recents tant en els camps de la meteorologia com dels sistemes d'informació geogràfica han permès elaborar mapes meteorològics a mida. La informació meteorològica es pot combinar ràpidament amb detalls geogràfics rellevants. Per exemple, les condicions de glaçament es poden associar a la xarxa de carreteres. Probablement, això continuarà provocant canvis en la forma en què es creen i es mostren les anàlisis superficials durant els propers anys. El projecte pressureNET és un intent continu de recollir dades de pressió superficial mitjançant telèfons intel·ligents.